# Can't Buy a Thrill
Can't Buy a Thrill är det amerikanska rockbandet Steely Dans debutalbum, utgivet 1972. Albumtiteln kommer från en textstrof ur Bob Dylans låt "It Takes a Lot to Laugh, It Takes a Train to Cry" från 1965. Skivan innehåller bandets genombrottssingel "Do It Again", som blev nia på singellistan i USA. Låten blev även en mindre hit i Storbritannien 1975 och nådde då plats 39 på brittiska singellistan. Även skivans andra singel "Reelin' In the Years" blev en framgång med en elfteplacering på amerikanska listan.
Albumet rankades 2003 som nummer 238 på tidskriften Rolling Stones lista över de 500 bästa albumen genom tiderna. Det finns också med i boken 1001 album du måste höra innan du dör.

## Låtlista
Alla låtar skrivna av Walter Becker och Donald Fagen.
1. "Do It Again" - 5:56
2. "Dirty Work" - 3:08
3. "Kings" - 3:45
4. "Midnight Cruiser" - 4:08
5. "Only a Fool Would Say That" - 2:57
6. "Reelin' in the Years" - 4:37
7. "Fire in the Hole" - 3:28
8. "Brooklyn (Owes the Charmer Under Me)" - 4:21
9. "Change of the Guard" - 3:39
10. "Turn That Heartbeat over Again" - 4:58

## Musiker
Steely Dan
- Jeff "Skunk" Baxter - gitarr, steel guitar
- Walter Becker - bas, sång
- Denny Dias - gitarr, elektrisk sitar
- Donald Fagen - piano, elpiano, plastorgel, sång
- Jim Hodder - trummor, slaginstrument, sång
- David Palmer - sång

Studiomusiker
- Victor Feldman - slaginstrument
- Elliott Randall - gitarr
- Jerome Richardson - tenorsaxofon
- Snooky Young - flygelhorn
- Venetta Field - körsång på "Brooklyn"" och "Kings"
- Clydie King - körsång på "Brooklyn"" och "Kings"
- Shirley Matthews - körsång på "Brooklyn"" och "Kings"

## Producenter
- Producent: Gary Katz
- Ljudtekniker: Roger Nichols
- Albumdesign: Robert Lockart

## Listplaceringar
- Billboard 200, USA: #17[4]
- UK Albums Chart, Storbritannien: #38 (1975)[5]